# Glider Rider
Glider Rider è un videogioco d'azione in grafica 3D isometrica, pubblicato dalla Quicksilva nel 1986 per ZX Spectrum, Commodore 64 e Amstrad CPC. Il protagonista si sposta su un paesaggio tridimensionale in moto e in deltaplano.

## Trama
La corporazione Abraxas Corporation che produce armi illegalmente deve essere distrutta, e un agente è stato inviato sulla loro isola artificiale per bombardare i dieci reattori che alimentano la loro base. Per completare ogni missione, l'agente, controllato dal giocatore, è dotato di granate e di una motocicletta in grado di trasformarsi un deltaplano. Al termine della missione dovrà incontrarsi con un sottomarino che lo porterà in salvo.

## Modalità di gioco
La visuale isometrica mostra una porzione quadrata di isola alla volta, inclinata in diagonale; raggiunto il bordo di un'area la visuale cambia di scatto su quella adiacente.
Sull'isola si trovano colline, strade, foreste e installazioni nemiche, tra cui i reattori e vari bunker difensivi che sparano laser contro i bersagli volanti. Il terreno ha altitudine variabile, con pendii percorribili in moto.
L'agente inizia il gioco in motocicletta, ma questa è utilizzabile solo per esplorare l'isola, dato che può soltanto muoversi nelle quattro direzioni diagonali.
Raggiungendo la necessaria velocità in discesa è possibile commutare istantaneamente la motocicletta in deltaplano. Questo avanza costantemente e può cambiare quota oltre che direzione, e lasciar cadere le bombe. 
Con queste bisogna cercare di centrare i reattori, ed è possibile anche eliminare le postazioni laser colpendo i loro sistemi di controllo su tralicci. Le granate in dotazione non sono sufficienti per tutti i reattori, ma altre possono essere trovate sull'isola.
Il tempo è limitato e si ha una sola vita, con energia in percentuale.

## Accoglienza
Secondo le stime di alcuni degli autori, le copie di Glider Rider vendute nel Regno Unito per ogni versione sono le seguenti, comprese le riedizioni della Bug-Byte. Le stime sono approssimative, in quanto raramente ricevevano dati di vendite dagli editori.
| Piattaforma  | Stima vendite |
| ------------ | ------------- |
| ZX Spectrum  | 20 000        |
| Amstrad CPC  | 15 000        |
| Commodore 64 | 15 000        |